# Chiesa della Condanna e Imposizione della Croce

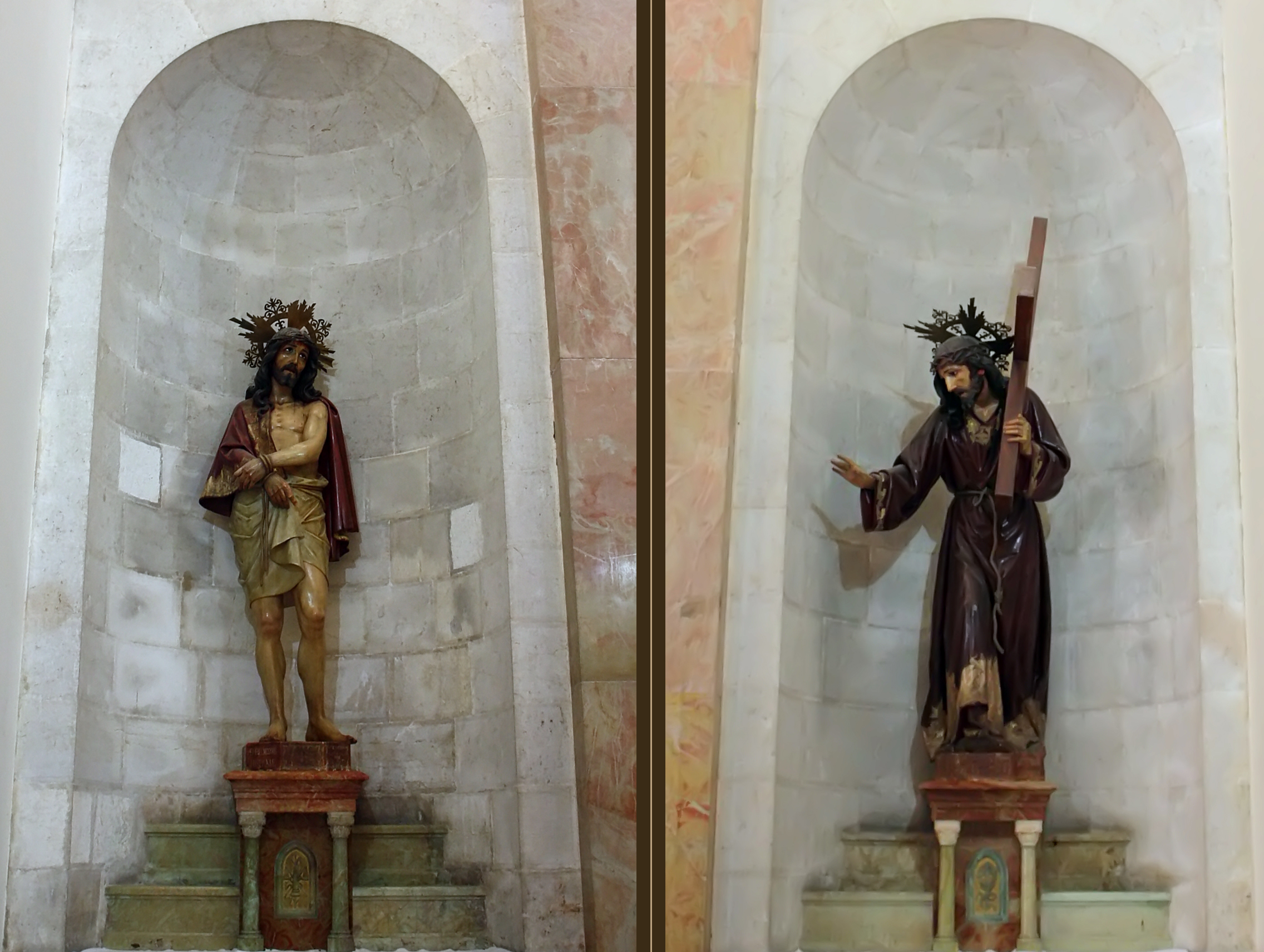
Rappresentazioni di Gesù durante la condanna e l'imposizione della croce.

La chiesa della Condanna e Imposizione della Croce è un luogo di culto cattolico situato nel complesso francescano Studium Biblicum Franciscanum nella Città Vecchia di Gerusalemme. Comprende la chiesa della Flagellazione e rappresenta la seconda stazione della Via Crucis.

## Tradizione
La chiesa sorge nel luogo in cui fu imposta la croce a Gesù. Dopo essere stato giudicato dal sinedrio, Gesù fu portato dal governatore romano della Giudea, Ponzio Pilato, che lo interrogò e non lo trovò colpevole di alcunché e fu sul punto di rilasciarlo.
Era usanza che il governatore romano, come gesto di benevolenza in onore delle festività pasquali, rilasciasse un prigioniero scelto dal popolo. In quel tempo era agli arresti un famoso sobillatore, Barabba, e Pilato chiese alla folla chi volesse salvare, se Gesù o Barabba.
Venne scelto Barabba e Gesù fu portato via dalle guardie per essere flagellato vestito col mantello porpora e la corona di spine.
La chiesa della Condanna sorge nei pressi del luogo in cui fu data la croce a Gesù che avrebbe dovuto portare fino al luogo della crocifissione.

## Storia
La chiesa originale fu costruita in età bizantina e fu successivamente convertita in una moschea prima di essere definitivamente acquistata dall'ordine francescano e consacrata come luogo di culto cattolico nel 1903-1904.

## Architettura

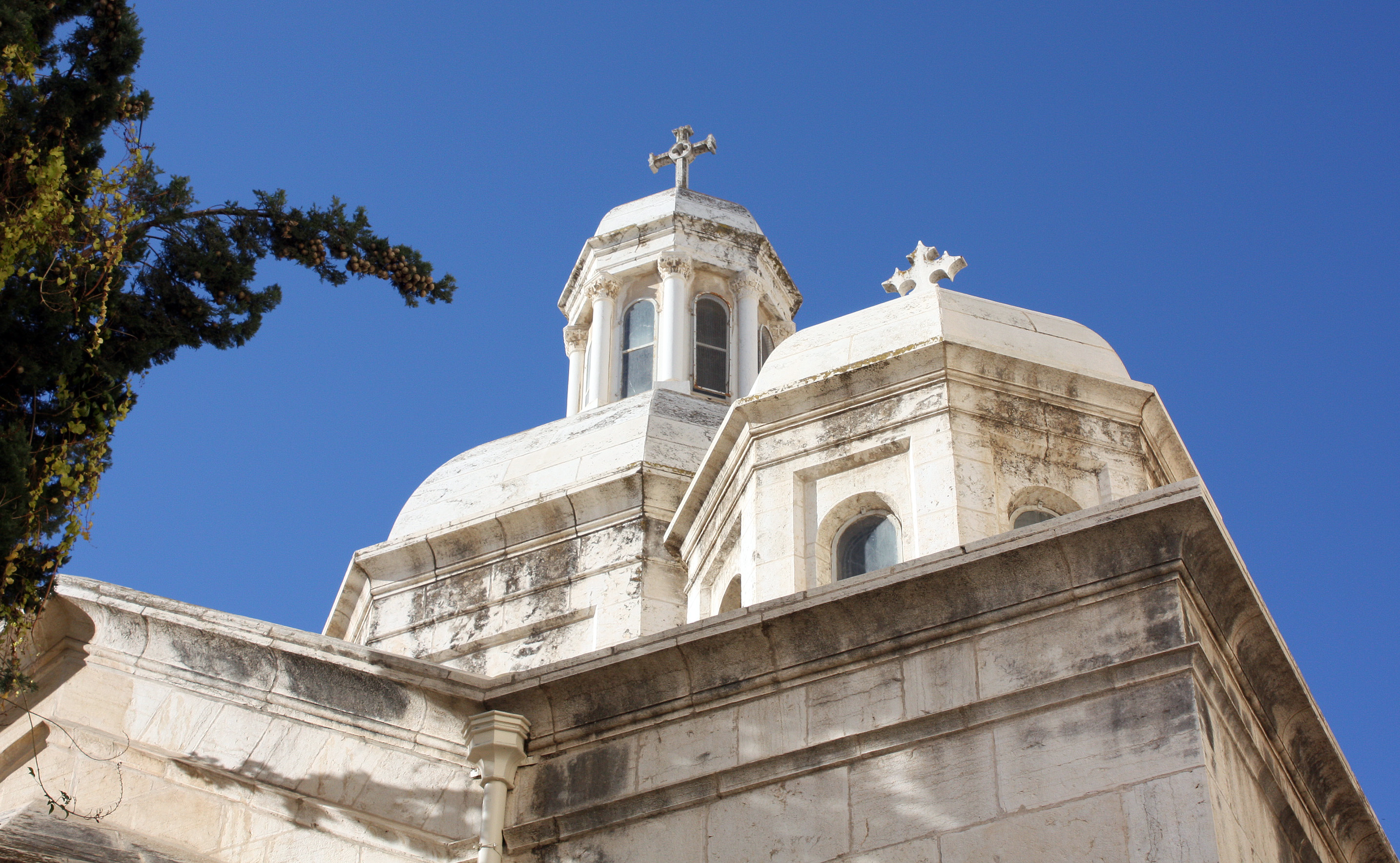
Vista delle cupole

La copertura della chiesa è composto da cinque cupole, ognuna di esse sorretta da un timpano ornato da vetrate colorate rappresentanti la passione di Cristo.
Nell'abside si trovano alcune statue di cartapesta che narrano la storia della passione di Cristo. Una rappresenta Pilato che condanna Gesù alla crocifissione; un'altra Giovanni apostolo mentre cerca di dissuadere la Vergine Maria dal guardare suo figlio mentre porta la croce.
Illustrazioni sui muri ritraggono Pilato mentre si lava le mani ed i soldati caricare la croce sulla schiena di Cristo. Quattro colonne di marmo rosa supportano il tetto.

## Controversie
L'identificazione di questo luogo è basata sulla convinzione che il pavimento lastricato (lithostratos) ubicato sotto l'adiacente convento delle sorelle di Sion fosse il luogo biblico dove Ponzio Pilato condannò Gesù. Scoperte archeologiche hanno dimostrato che quel pavimento risale più probabilmente al foro romano del II secolo, fatto costruire dall'imperatore Adriano come parte di Aelia Capitolina.
Filone di Alessandria e Flavio Giuseppe riportano che i governatori romani alloggiavano nel palazzo di Erode il Grande durante il loro soggiorno a Gerusalemme. L'amministrazione della giustizia avveniva nel selciato antistante al palazzo di Erode, vicino alla torre di Davide, dall'altra parte della città vecchia rispetto alla Chiesa della condanna.